# 暗鰭蛇鰻
暗鰭蛇鰻（学名：Ophichthus aphotistos），又名深海黑體蛇鰻，為輻鰭魚綱鰻鱺目糯鰻亞目蛇鰻科的其中一種，分布於西北太平洋的台灣海域，本魚體細長，體色褐色至近黑色，胸鰭圓形，齒細小呈圓錐形，位於前犁骨和顎骨，脊椎骨158-162個，體長可達62.8公分，棲息在底層水域，屬肉食性，生活習性不明。

## 擴展閱讀
維基物種上的相關：暗鰭蛇鰻